# Einfarb-Schlangenadler

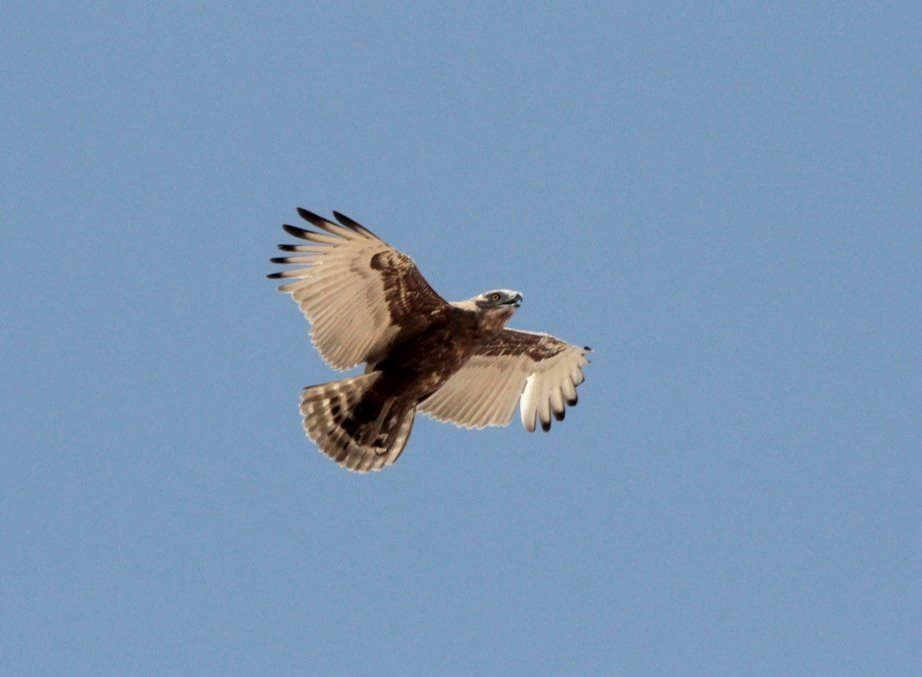
Einfarb-Schlangenadler im Flug (Kang, Botswana)

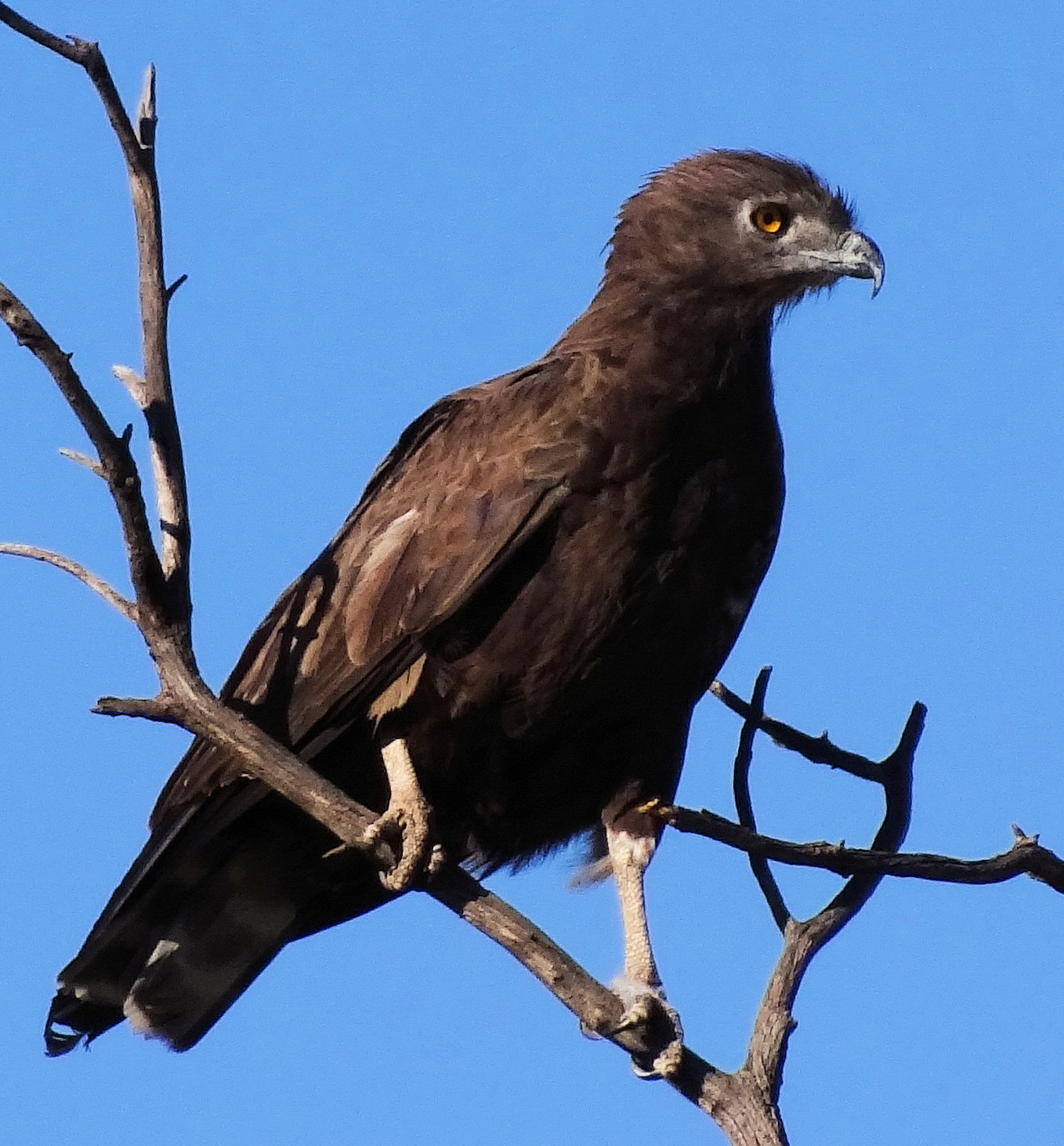
Einfarb-Schlangenadler im Masai Mara Nationalpark, Kenia

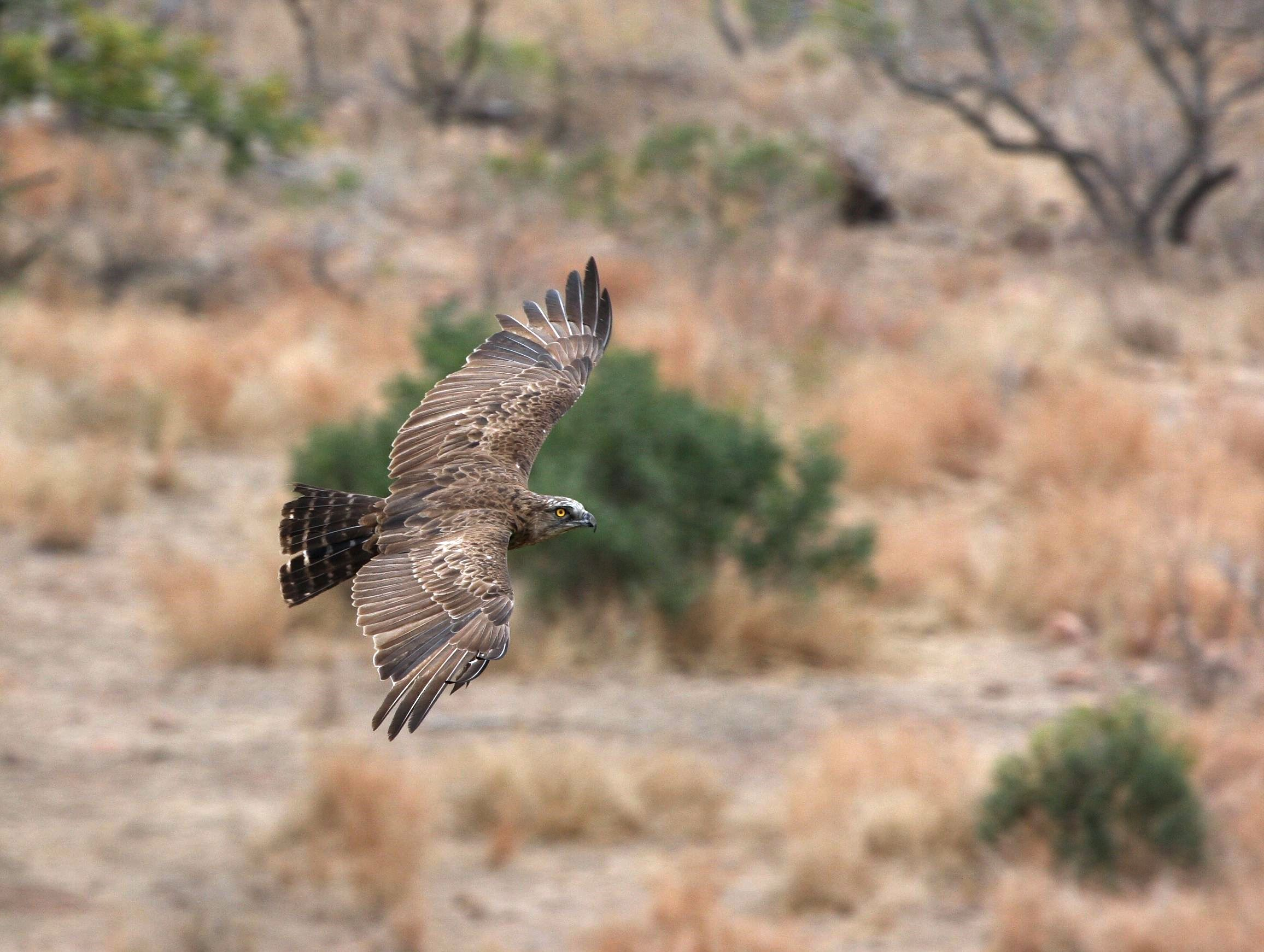
Einfarb-Schlangenadler im Flug (Kruger-Nationalpark, Südafrika)

Der Einfarb-Schlangenadler (Circaetus cinereus) ist ein afrikanischer Greifvogel aus der Gattung der Schlangenadler (Circaetus) innerhalb der Familie der Habichtartigen (Accipitridae).

## Merkmale
Mit einer Körperlänge von bis zu 73 cm und einer Flügelspannweite von bis zu 170 cm ist der Einfarb-Schlangenadler ein recht großer Greifvogel. Dabei erreicht er ein Gewicht von 2,5 kg. Das Gefieder ist dunkelbraun gefärbt. Die unbefiederten Beine sind von blasser Farbe. Die Iris der Augen ist kräftig gelb. Auf der Ober- und der Unterseite des Schwanzes zeigt sich eine undeutliche, dreifache, helle Bänderung. Die Spitzen der Schwanzfedern sind schmal blass gefärbt.

## Verbreitung und Zugverhalten
Der Einfarb-Schlangenadler kommt afrotropisch südlich der Sahara in fast allen Ländern bis in den Osten Südafrikas vor.
Lokal ist er ein Zugvogel. In Westafrika wandert er in der Regenzeit nach Norden und in der Trockenzeit nach Süden. In Südafrika lebt er nomadisch; in manchen Gebieten um Kapstadt ist er ein häufiger Gast, aber kein Brutvogel. Ein am 3. März 1974 im nördlichen Südafrika beringter Vogel wurde fast sieben Jahre später 2100 km nördlich in der Demokratischen Republik Kongo tot aufgefunden.
Weitere Zugbewegungen gehen von Jungvögeln aus, die nach dem Flüggewerden einen Brutplatz suchen.

## Lebensraum
Man findet ihn in offenen Wäldern (etwa in Miombo mit Brachystegia-Bewuchs), in Savannen mit Baumbestand und in trockenen Dornbuschlandschaften. In sehr trockenen Steppen und Grasland fehlt er jedoch.

## Lebensweise

### Jagdverhalten und Ernährung
Auch wenn der Einfarb-Schlangenadler manchmal wie andere Schlangenadler aus dem Flug Beute sucht, bevorzugt er die Ansitzjagd von Bäumen, Hügeln oder Strommasten aus. Die Beute wird meist am Boden und nur sehr selten im Flug verschlungen. Sie besteht hauptsächlich aus teils giftigen, teils ungiftigen Schlangen bis zu einem Gewicht von etwa 750 g. Daneben schlägt er auch Warane, Chamäleons und andere Echsen, in Ostafrika auch Perlhühner oder gelegentlich Hühner.

### Sozialverhalten
Er ist meist allein oder zu zweit in Paaren anzutreffen und findet sich im Gegensatz zum Schwarzbrust-Schlangenadler nie in größeren Gruppen zusammen.

### Fortpflanzung
Der Greifvogel baut jedes Jahr ein neues, recht kleines Nest aus dünnen Zweigen, 60–70 cm im Durchmesser und 15–30 cm tief. Es liegt in einem dicht bewachsenen Baum in 3,5–12,0 m Höhe und wird mit grünen Blättern ausgekleidet.
Die Eiablage findet zwischen Dezember und März statt. Das Gelege besteht aus einem einzigen Ei und wird 48–50 Tage lang vom Weibchen bebrütet. Das Männchen versorgt dieses während der Brut mit Beute. Das Junge wird nach etwa 100 Tagen flügge.

## Gefährdung
Der Einfarb-Schlangenadler hat zwar ein sehr großes Verbreitungsgebiet, doch ist er dort nur selten anzutreffen. In geschützten Gebieten ist er etwa viermal häufiger als in ungeschützten. Die Zerstörung seiner Lebensräume und der Rückgang der Beutetiere setzen ihm sichtlich zu, was sich an den zurückgehenden Populationszahlen bemerkbar macht. Der Bestand wird auf etwa 10.000 bis 100.000 Tiere geschätzt, aufgrund der schlechten Datenlage können jedoch keine besseren Angaben gemacht werden. Trotzdem stuft die IUCN den Einfarb-Schlangenadler in ihrer Roten Liste als nicht gefährdet (Least Concern) ein.